# Cattedrale di Andria
La cattedrale di Santa Maria Assunta è il principale luogo di culto cattolico di Andria, sede vescovile della diocesi omonima e monumento nazionale italiano. Al suo interno sono venerate la Sacra Spina (appartenente secondo la tradizione alla corona di spine di Gesù) e le spoglie di san Riccardo, vescovo di Andria. e nella Cripta, sono custodite le spoglie di due delle mogli di Federico II di Svevia Jolanda Di Brienne e Isabella d'Inghilterra.

## Storia
La cattedrale fu fatta costruire da Goffredo d'Altavilla, signore di Andria, tra la fine dell'XI secolo e l'inizio del XII secolo su una precedente chiesa, dedicata a san Pietro, precedente l'anno Mille e che oggi corrisponde alla cripta dell'edificio. Tale costruzione pre-normanna corrisponde all'attuale presbiterio ed aveva l'ingresso a mezzogiorno.

Nel 1063 il duomo fu ingrandito e furono aggiunte tre navate comunicanti tramite dodici pilastri con archi a tutto sesto tipici del romanico pugliese. Sull'ultimo pilastro a destra furono incisi quattro esametri, tuttora esistenti che recitano: 
ILLE VELUT NARDUS TU SICUT SPLENDIDA GEMMA •»
questa colonna innalza,

o giovane donna per te:

in cielo t'allegra, Contessa fedele.

Riccardo tuo sposo

o mia sposa nobile Emma.

Egli come profumo di nardo

per te, quasi splendore di Gemma.»
()
Nel Duomo i Normanni lasciarono la loro impronta collocando la sepoltura di Emma, moglie del conte Riccardo d'Altavilla. Anche gli Svevi collocarono due sepolture: Jolanda di Brienne e Isabella d'Inghilterra, entrambe mogli di Federico II. Oggi si trovano nella cripta, un tempo erano in bella mostra all'esterno della cattedrale dove si ergevano due mausolei distrutti in seguito dagli Angioini nemici degli Svevi.
A metà del XIV secolo la chiesa fu saccheggiata dall'esercito del re Luigi I d'Ungheria e necessitò di alcuni lavori che si realizzarono nella prima metà del secolo successivo. Nel 1414, il duca di Andria Francesco I del Balzo fece ampliare ulteriormente la cattedrale. Furono ingranditi il presbiterio, con la costruzione di un grande arco a sesto acuto che divise il basso presbiterio dall'alto presbiterio e fu edificato l'abside.
Nel 1440, il duca Francesco II del Balzo ampliò la cappella di San Riccardo adornandola di bassorilievi in pietra locale raffiguranti scene della vita del santo.
Nel 1473, il vescovo Martino De Soto Mayor edificò una serie di cappelle laterali accanto alle due navate laterali.
Il 13 febbraio del 1503 i tredici cavalieri italiani capeggiati da Ettore Fieramosca, giurarono nella cappella di San Riccardo: "Vittoria o Morte", prima della famosa Disfida di Barletta.
La cattedrale subì sostanziali modifiche nel Seicento, nel Settecento ed ancora nell'Ottocento, quando furono costruite la facciata ed il porticato esterno.

## Descrizione

### Esterno

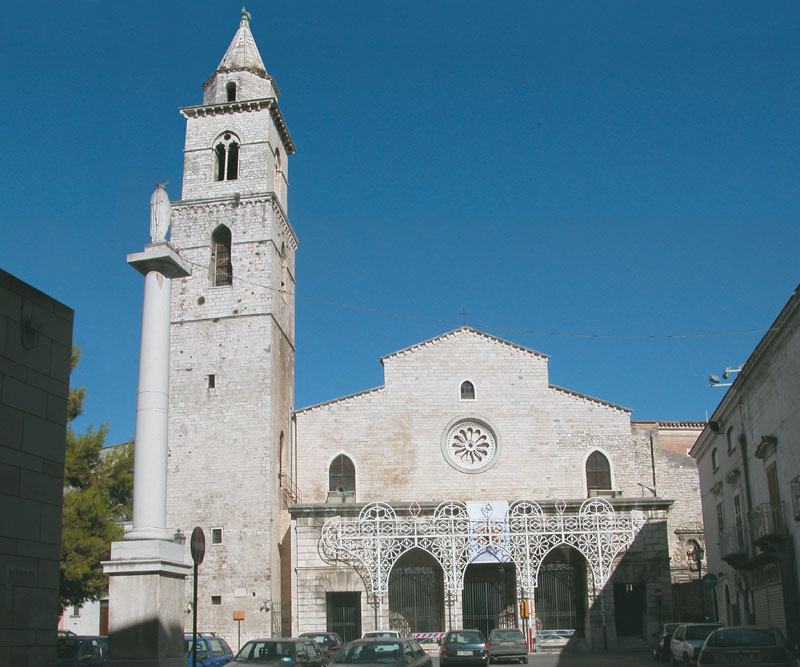
La facciata e il campanile

La facciata, progettata dall'architetto Federico Santacroce, fu realizzata nel 1844; la parte superiore fu modificata nel i lavori di restauro del 1960-65 sul modello romanico con rosone e monofore.
Il campanile che affianca l'edificio (alto 50 m) è frutto di due successive realizzazioni: esso sorge su una torre a base quadrata di epoca longobarda (VIII secolo), con strette finestre a sesto acuto e ampie bifore al primo piano. I Normanni la sollevarono fino ad arrivare al tornino ottagonale la cui cuspide culmina con un gallo verdastro simbolo di San Pietro, per indicare ai fedeli il luogo ove si trovava la chiesa di San Pietro.
Esternamente, è posta una lapide di marmo che ricorda l'evento della disfida di Barletta e che recita: "In questo tempio il XIII febbraio MDIII prima di avviarsi al campo i tredici duce il Fieramosca vindici dell'onore italiano offeso a piè dell'ara propiziatoria stretti in un voto sacramentarono vittoria o morte". Addossato all'esterno a destra della facciata, c'è poi il portale del distrutto complesso delle benedettine, che affiancava la cattedrale e alla parete sud una stele con statua di San Riccardo (1741).

### Interno
L'interno della cattedrale è a tre navate, che si innestano sul transetto (caratterizzato da un pregevole controsoffitto ligneo riccamente decorato), e da questo, attraverso il grande arco trionfale a sesto acuto opera di Alessandro Guadagno, si passa al presbiterio ed infine all'abside.
Oltre alle tre navate la Cattedrale è caratterizzata da dieci cappelle laterali, cinque per lato. Queste furono riaperte con i restauri realizzati tra il 2005 e il 2008, promossi da monsignor Raffaele Calabro Vescovo della Diocesi di Andria. L'intervento, reso complesso da gravi problemi statici, determinò il recupero dell'originaria ricca complessità spaziale del tempio. Nella fase terminale dei restauri, furono completamente rinnovati i fuochi liturgici con tre opere dello scultore prof. Luigi Enzo Mattei: l'altare in breccia corallina posizionato al centro dello spazio liturgico, la Cattedra episcopale in calcare locale collocata alla destra dell'altare, tra l'ingresso della sacrestia e l'abside, l'ambone collocato sul lato destro della gradinata di accesso al transetto. Da una porta che si apre nella seconda cappella di sinistra, si accede alla cappella del Santissimo, costruita in forme barocche nella prima metà del XVII secolo, con tabernacolo in marmi policromi e statua di San Riccardo in bronzo argentato (1986). Nella quarta a destra, fonte battesimale in pietra (XV secolo), nella quinta a sinistra, tela con Incoronazione della Vergine.
Oltre a queste, vi sono altre due cappelle. La prima, collocata alla testata sinistra del transetto è chiamata popolarmente “il cappellone” (fine del XV secolo), ed è dedicata al santo patrono della città, san Riccardo. Nell'arco della cappella e nei pilastri che lo sorreggono sono sedici formelle e dieci bassorilievi in pietra locale, che ricordano miracoli attribuiti al santo ed episodi della sua vita. 
Sulla destra del presbiterio vi è un'altra cappella, dedicata alla Sacra Spina, che contiene una reliquia della corona di Gesù donata alla cattedrale da Beatrice d'Angiò nel giorno del suo matrimonio con il duca Beltrando del Balzo e due tele raffiguranti la Madonna del suffragio e la Beata Vergine Immacolata. 
Sulla sinistra del presbiterio si apre l'accesso alla sagrestia, caratterizzata da un ricchissimo pavimento marmoreo e da arredi fissi in noce, di disegno a questo collegato.
La profonda abside rettangolare è voltata a botte con cappucci, sui lati lunghi uno splendido coro ligneo, raro documento materiale della cultura lignaria tra Tardogotico e primo Rinascimento in Puglia. L'insieme, proveniente dalla chiesa di San Domenico e realizzato forse in almeno due fasi, tra Quattrocento e Cinquecento, è corredato da un Trono, detto “Tronetto del Balzo”, l'unico pezzo sicuramente quattrocentesco, che il restauro del 2017 ha permesso di recuperare pienamente.
A ridosso della parete di fondo dell'abside, si trova l'organo a canne Mascioni opus 482, costruito nel 1935. Lo strumento, a trasmissione elettrica, ha 33 registri; la sua consolle, indipendente, è posta a pavimento di fronte al corpo d'organo, e dispone di due tastiere di 61 note e pedaliera concavo-radiale di 32 note.

#### Cripta o chiesa di San Pietro

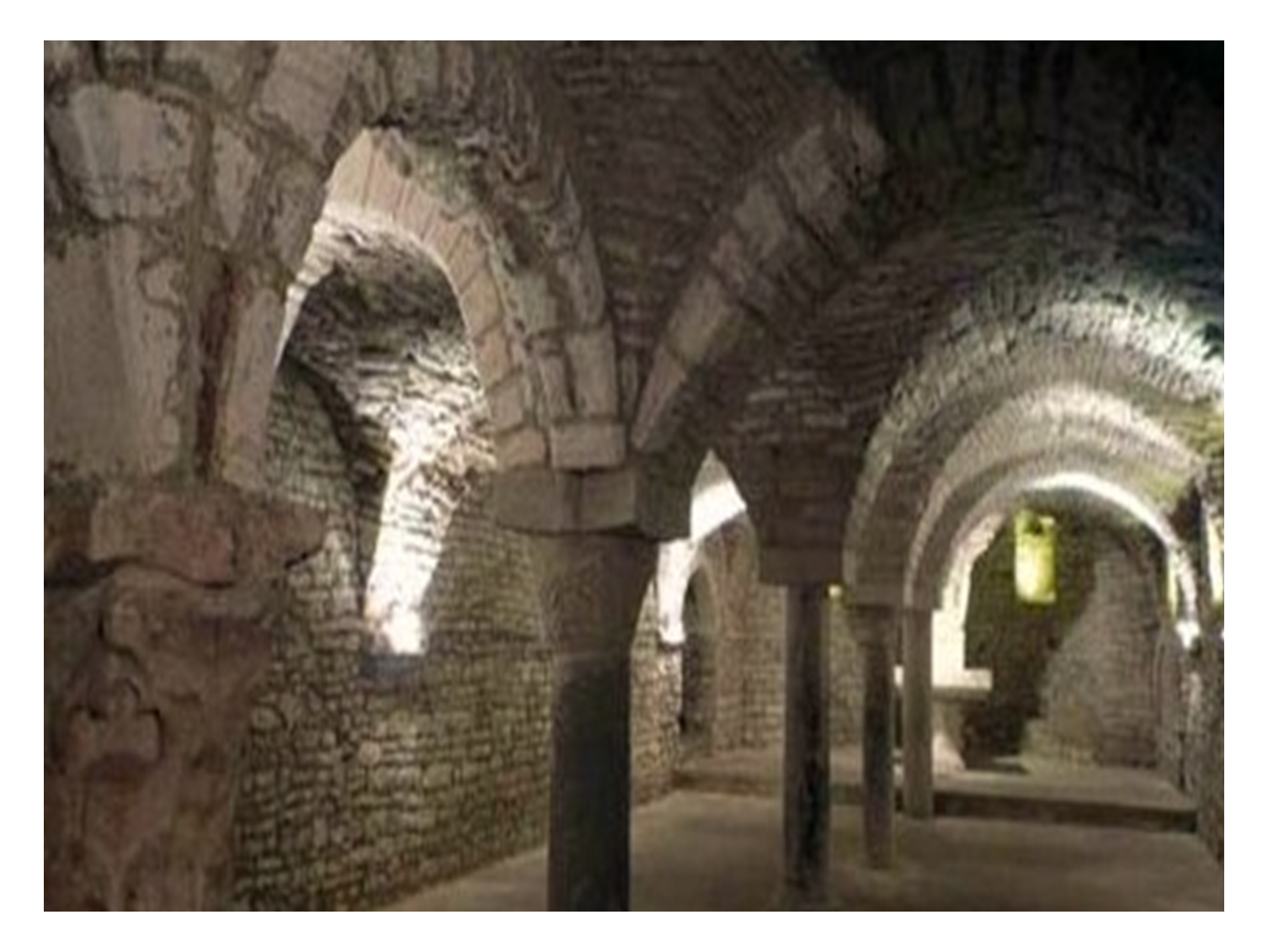
La cripta

Dal Transetto si accede alla cripta, impostata a due navate con volta a crociera e colonne di spoglie, alcune senza capitello.
In fondo vi è un altare addossato ad un pilastro di sostegno della volta. Sopra l'altare vi è un affresco raffigurante il Cristo Pantocratore che con la mano destra benedice mentre con la sinistra sorregge un libro su cui è scritto: "Lux ego sum mundi". Sempre nella cripta, all'ingresso, vi sono le tombe sveve di Jolanda di Brienne ed Isabella d'Inghilterra, mogli di Federico II di Svevia. In passato usata come ossario e totalmente riempita di scheletri e terriccio, fu quasi dimenticata fino ai primi del Novecento quando fu ripulita e riaperta al culto. In questo luogo nel 44 d.C. san Pietro nel suo viaggio verso Roma celebrò una messa evangelizzando la comunità allora pagana. San Pietro, secondo la tradizione, prima di celebrare la messa di conversione dei cittadini, infranse una statua di argilla di una divinità pagana adorata dagli andriesi.
Tra il 537 e l'VIII secolo, nella cripta fu sepolto in un sarcofago di pietra con baldacchino sostenuto da colonne, San Riccardo.

## Galleria d'immagini

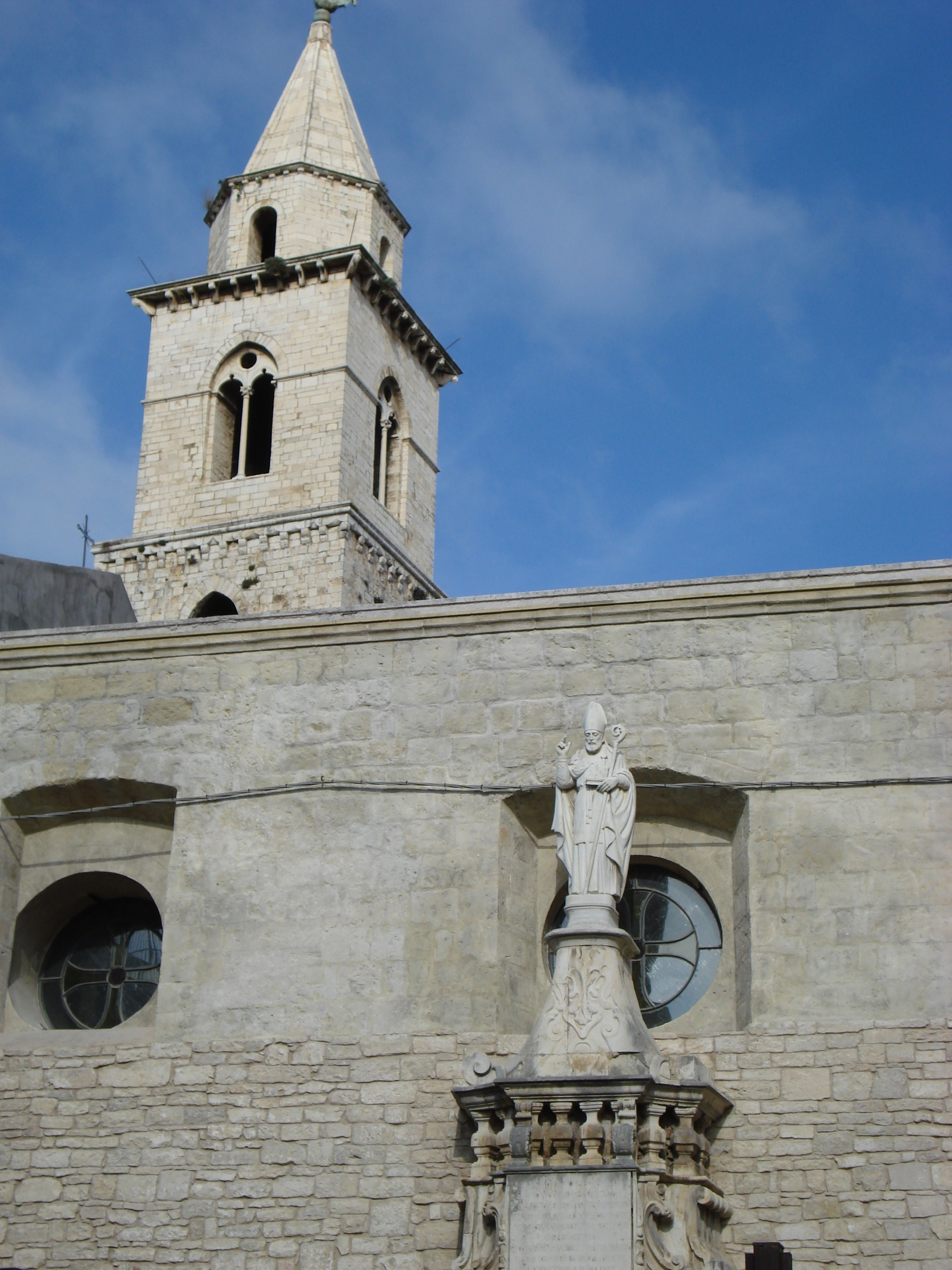
Campanile e statua di San Riccardo
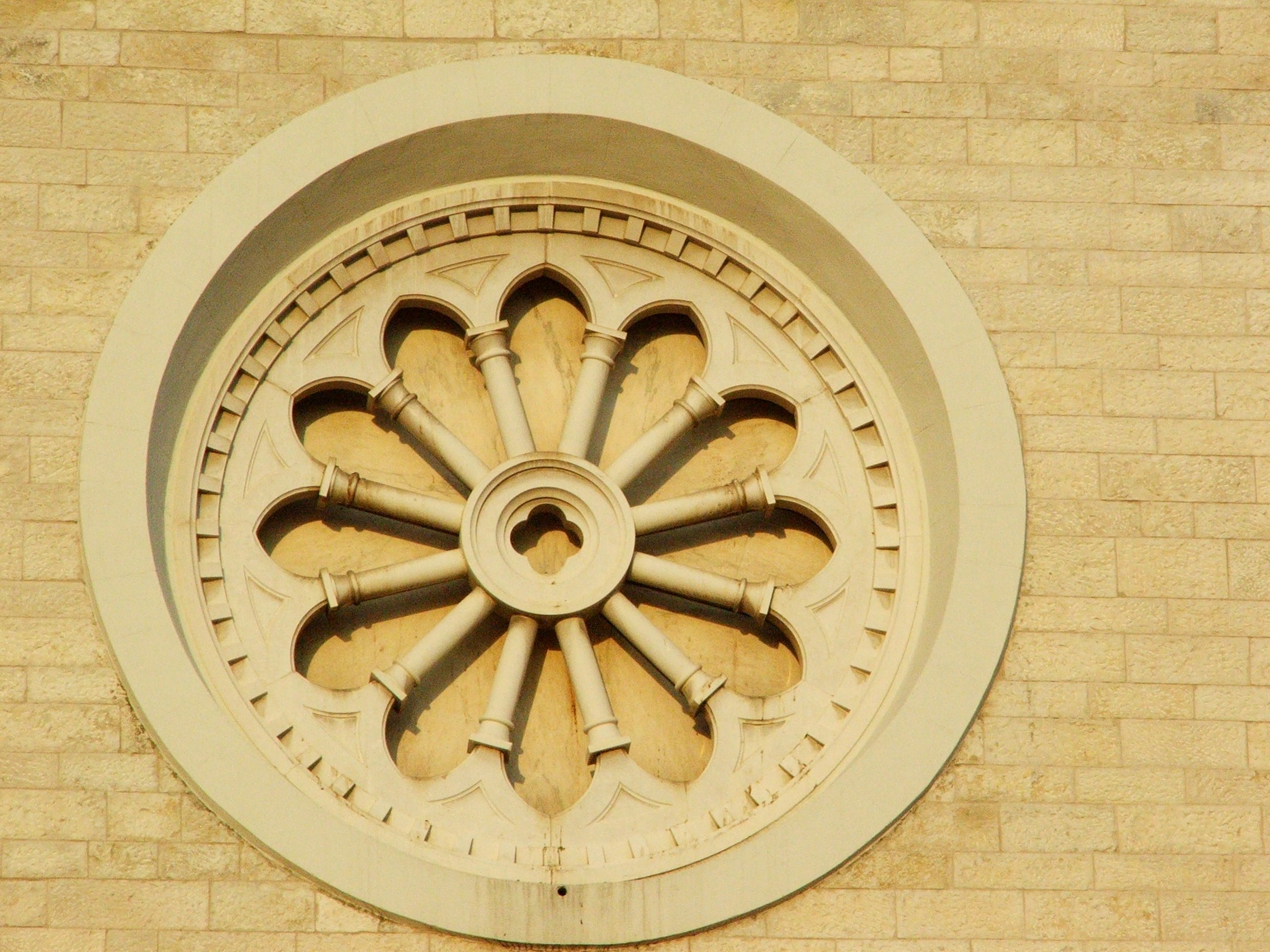
Il rosone
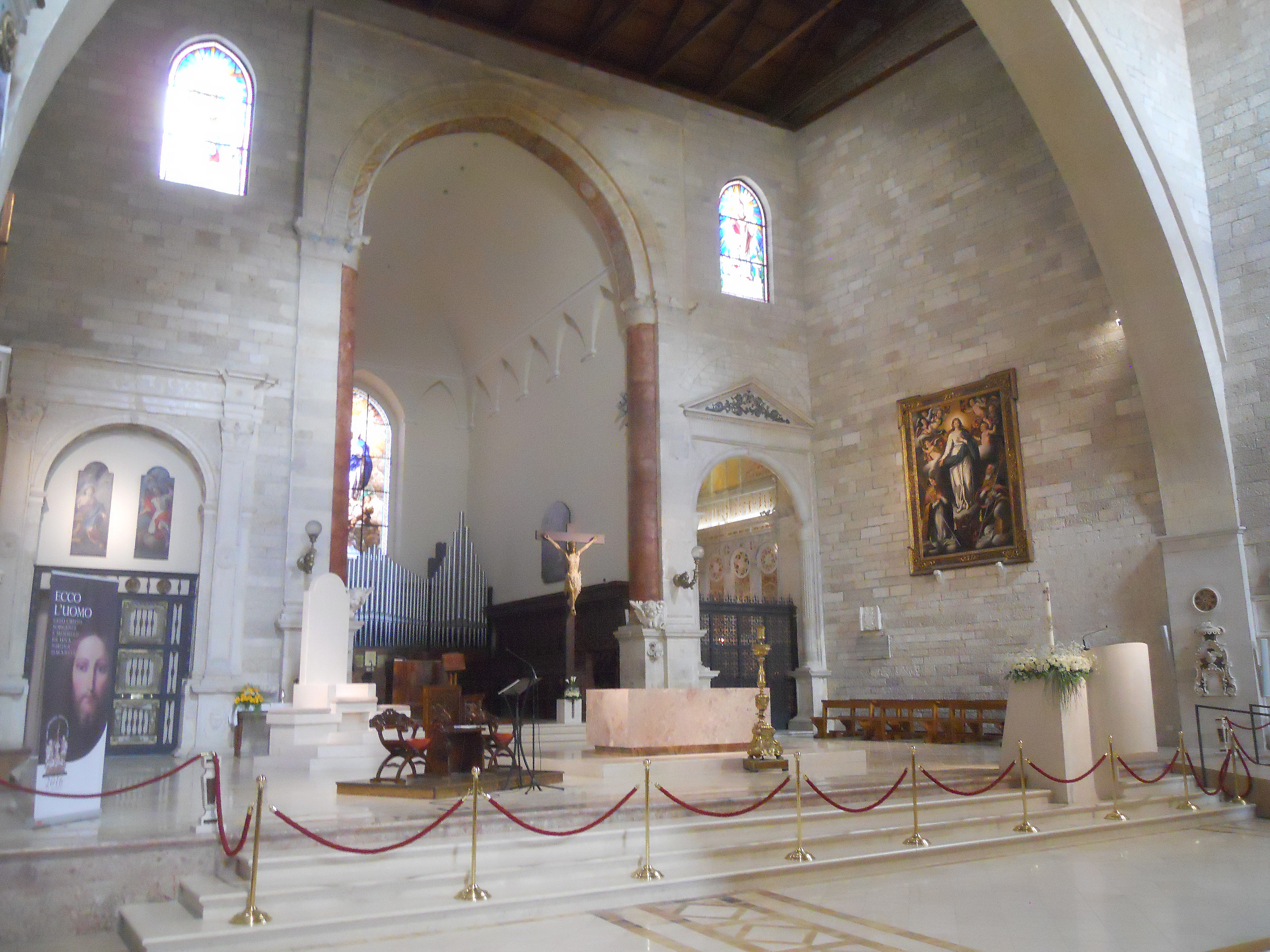
Transetto e presbiterio
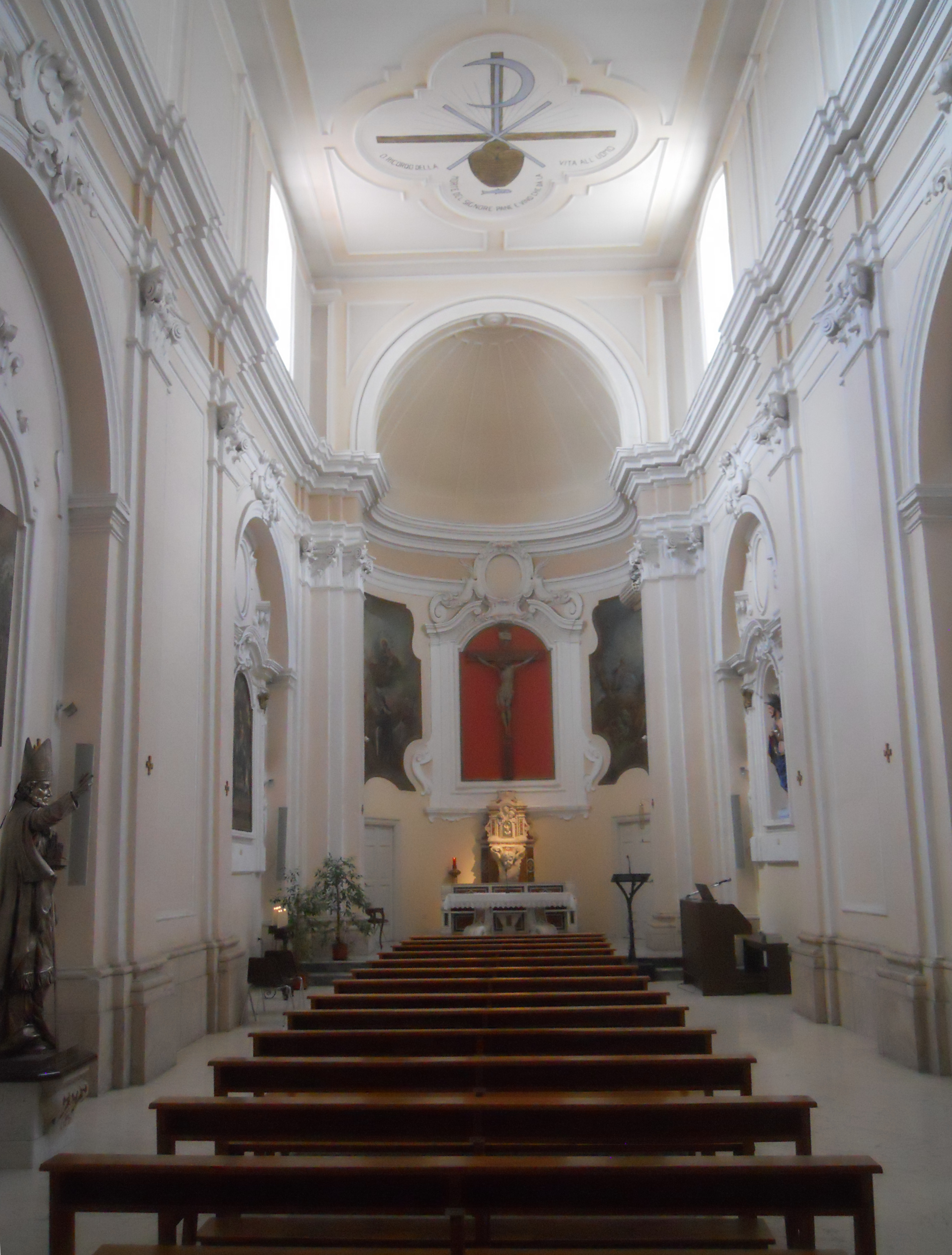
Cappella del Santissimo Sacramento
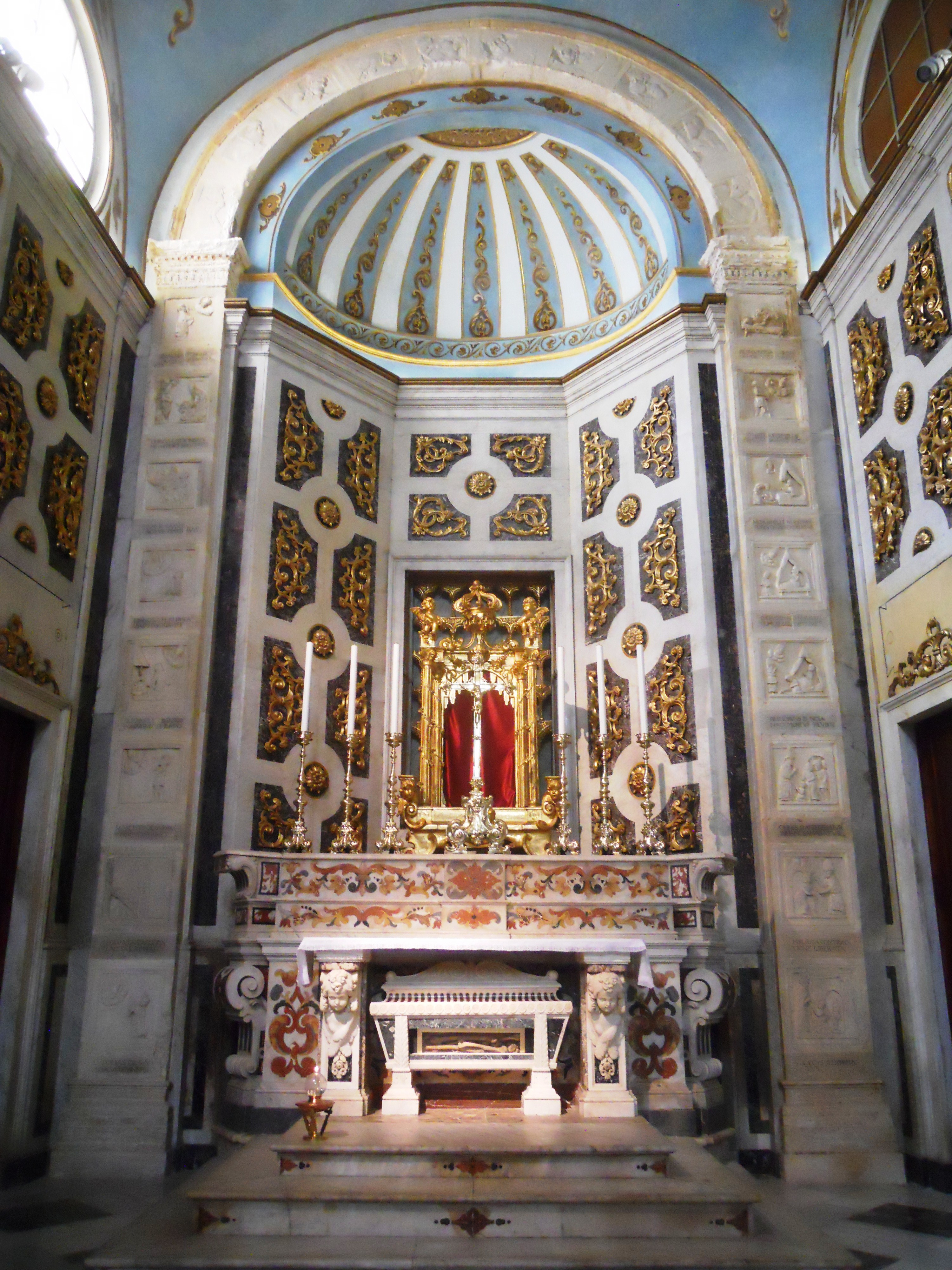
Cappella di San Riccardo
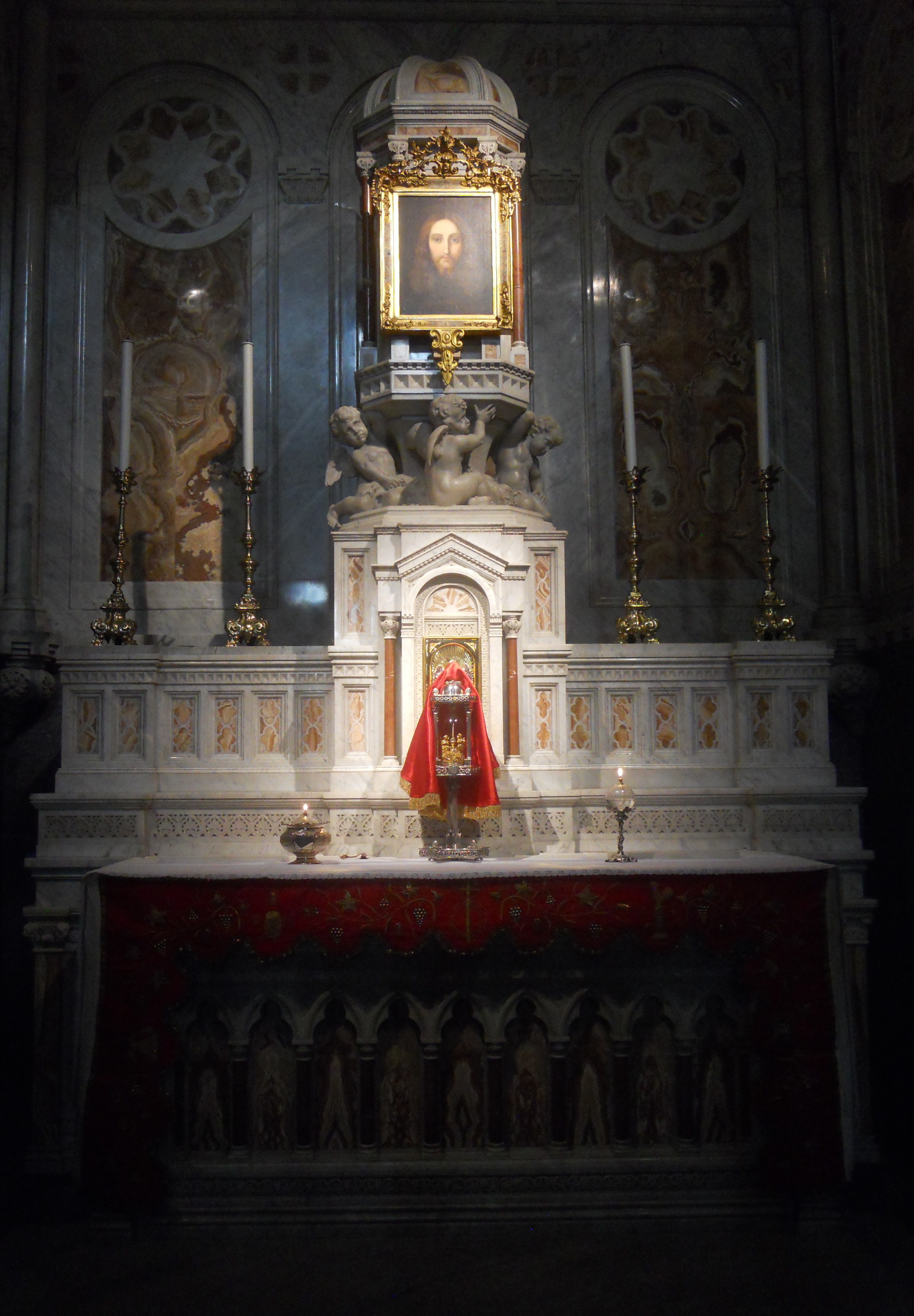
Altare della Sacra Spina
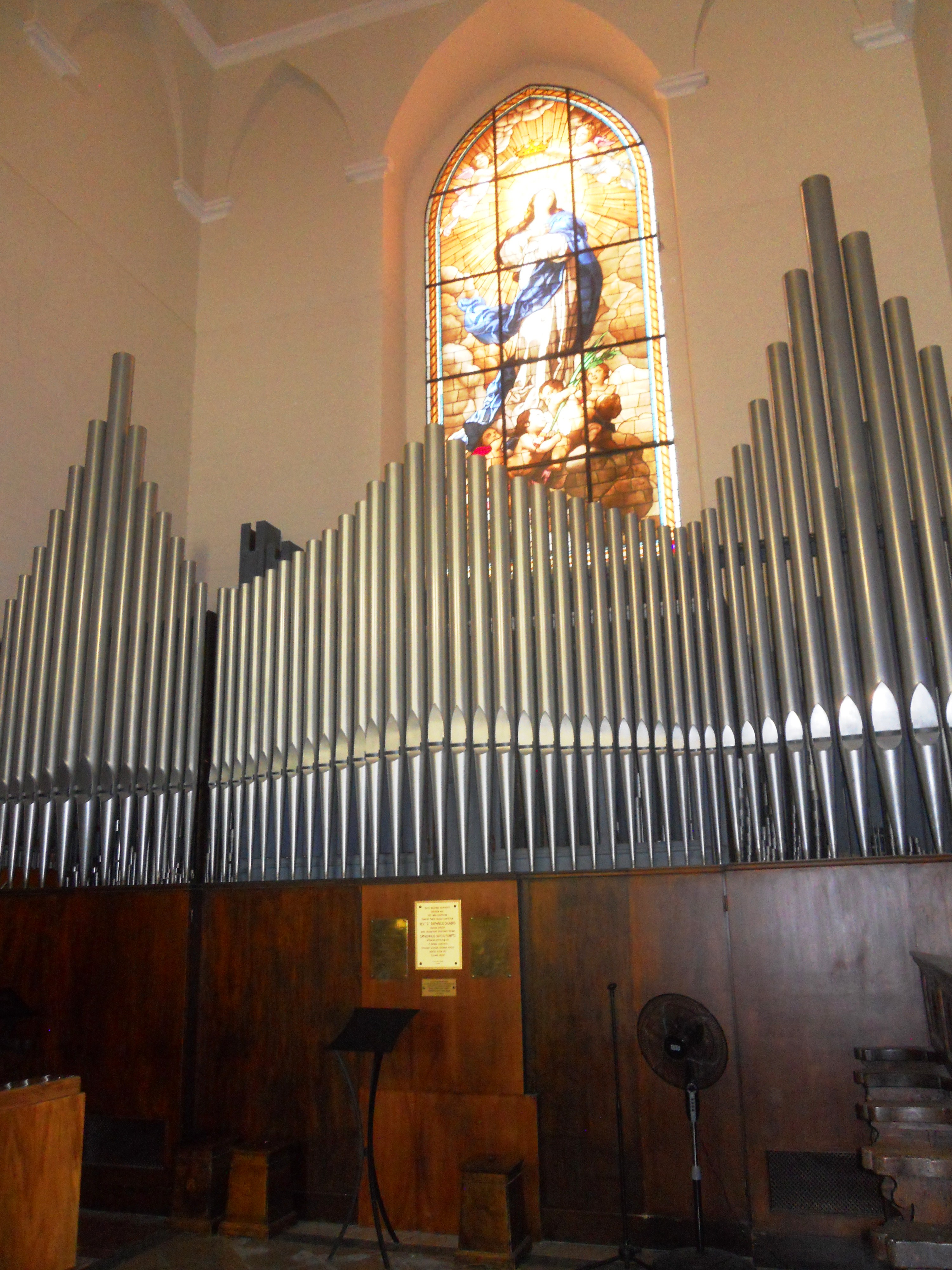
Organo a canne

### Nota esplicativa
1. ↑  Nell'estate del 2002 si manifestavano i primi indizi di una grave situazione statica, a seguito della quale, in data 23.08.2002 la Curia Vescovile di Andria inviava comunicazione urgente alla Soprintendenza ai monumenti della Puglia. Si rilevava la caduta di grossi frammenti lignei dal controsoffitto in tavolato policromo del transetto, in coincidenza con altre gravi manifestazioni di instabilità strutturale dell'intero controsoffitto in c.a. del presbiterio. A causa dell'aggravarsi della situazione statica, in data 12.03.2003 la Curia faceva redigere dall'Arch. Domenico Capitanio, dall'Ing. Giorgio Gramegna e dall'Ing. Nicola Ronchi, un progetto generale di consolidamento e restauro dell'importo complessivo di euro 2.467.246,25, sollecitamente approvato dalla Soprintendenza in data 14.03.2003. Il 15.03.2003 la Curia Vescovile di Andria inviava alla Presidenza del Consiglio dei ministri il progetto (per l’utilizzazione della quota dell’otto per mille dell’IRPEF devoluto alla gestione dello Stato) La Giunta Regionale della Regione Puglia, con Delibera n.394 del 30.03.2004 con la quale prendeva atto dell’Accordo di Programma Quadro “Beni ed Attività Culturali”, approvava il relativo piano finanziario della spesa pubblica in relazione al bilancio 2004. Il Settore Musei, Beni Culturali e Archivi Storici con Determinazione Dirigenziale n.19 del 30.04.2004 approvava il disciplinare regolante i rapporti tra la Regione Puglia ed i soggetti attuatori beneficiari dei finanziamenti concessi, inserendo il progetto di restauro della Cattedrale di Andria. Il progetto era in sostanza incentrato sulle seguenti operazioni: prospezioni e saggi, consolidamento strutturale e miglioramento sismico, apertura delle cappelle laterali, restauri artistici dell'interno chiesa, restauro e sistemazione archeologica della cripta, opere di finiture interne.